# Bretteville-Saint-Laurent
Bretteville-Saint-Laurent è un comune francese di 171 abitanti situato nel dipartimento della Senna Marittima nella regione della Normandia.

## Società

### Evoluzione demografica
Abitanti censiti